# Verpflichtungsermächtigung
Verpflichtungsermächtigung (Abk. VE), in der Schweiz auch Verpflichtungskredit genannt (englisch commitment appropriations (CA), französisch crédits d'engagement (CE)) ist ein Rechtsbegriff aus dem Haushaltsrecht (Deutschland: § 38 BHO), der die im Haushaltsplan gesondert ausgesprochene Ermächtigung enthält, Verpflichtungen zur Leistung von Ausgaben in künftigen Jahren einzugehen. Sie dienen der Wahrung des Fälligkeitsprinzips.

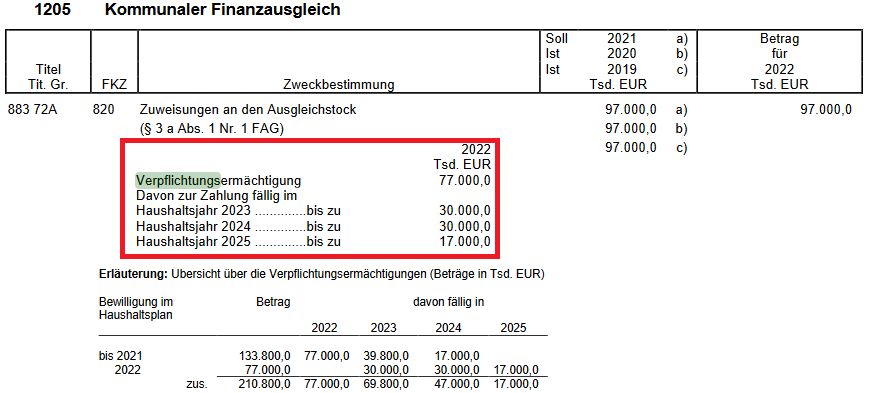
Gesonderte Darstellung von VE in einem Kapitel

## Allgemeines
Mit einer Verpflichtungsermächtigung ermächtigt das Parlament die Exekutive, beispielsweise die Regierung, die Europäische Kommission oder andere Exekutivorgane, im Rahmen eines Haushaltsplans finanzielle Verpflichtungen über ein Haushaltsjahr hinaus einzugehen, z. B. für investive öffentliche Bau- oder Rüstungsvorhaben oder für konsumtive Ausgaben, die über den ein- oder zweijährigen Rahmen des Haushalts hinaus gehen (z. B. für Mietzahlungen oder den Unterhalt von Gebäuden). 

## Haushaltsrecht
Verpflichtungsermächtigungen weichen vom Grundsatz der zeitlichen Spezialität des Haushaltsgrundsätzegesetz (§ 27 HGrG) ab und stellen einen Ausnahmetatbestand dar, der in der Bundesrepublik Deutschland mit der Haushaltsreformgesetzgebung 1969 in § 5 HGrG und § 6 BHO neu für die Kameralistik geregelt wurde. Sie stellen eine quantifizierte Vorbelastung spezieller Haushaltstitel kommender Jahre dar. Sie resultieren aus der Notwendigkeit, mehrjährige Ausgaben für einen Titel zu erfüllen. Durch den gesonderten Ausweis in den Ausgabeansätzen des Haushaltsplans wird die Kontrolle über den Umfang der Vorausbelastung künftiger Haushaltsjahre erleichtert. Verpflichtungsermächtigungen haben für das laufende Jahr möglicherweise geringe kassenmäßige Wirkungen, können aber den langfristigen Spielraum eines Haushalts einschränken. Damit wird natürlich auch der politische Spielraum des den Haushalt bewilligenden zukünftigen Parlaments beschränkt.
Demgegenüber bezeichnet die Zahlungsermächtigung (ZE) (englisch payment appropriation (PA), französisch credit de paiement (CP)) die tatsächlich zu leistenden Zahlungen.

## Zivilrecht
Im Zivilrecht spricht man von einer Verpflichtungsermächtigung, wenn jemand einen Dritten ermächtigt, im eigenen Namen mit Wirkung für den Ermächtigenden Verpflichtungsgeschäfte abzuschließen. Die Möglichkeit einer solchen Verpflichtungsermächtigung wird allerdings ganz überwiegend verneint.
Für das Zivilrecht ist die Verfügungsermächtigung in § 185 Abs. 1 BGB geregelt. So kann etwa der Eigentümer einer Sache einen Dritten ermächtigen, in eigenem Namen, aber mit Wirkung für den Eigentümer die Sache zu übereignen. Darin, dass der Dritte in eigenem, nicht in fremdem Namen handelt, unterscheidet sich die Verfügungsermächtigung von der Stellvertretung.
In Analogie zu dieser gesetzlich geregelten Verfügungsermächtigung wollen nun einige auch eine Verpflichtungsermächtigung annehmen. Das lehnt aber die herrschende Meinung ab, weil sonst das Recht der Stellvertretung umgangen werde, das gerade die Aufdeckung der Stellvertretung verlange (Offenkundigkeitsprinzip).
Davon ist allerdings bei § 1357 BGB (sog. Schlüsselgewalt) eine Ausnahme zu machen, wenn der handelnde Ehegatte in eigenem Namen ein „Geschäft zur angemessenen Deckung des Lebensbedarfs“ tätigte. Obwohl hier sowohl die Vertretungsmacht, als auch die Offenkundigkeit fehlen, wirkt § 1357 Abs. 1 Satz 2 BGB als eine ausnahmsweise zulässige gesetzliche Verpflichtungsermächtigung.